# Господарський суд Чернівецької області
Господарський суд Чернівецької області — місцевий спеціалізований господарський суд першої інстанції, розташований у місті Чернівцях, юрисдикція якого поширюється на Чернівецьку область.

## Компетенція
Місцевий господарський суд керуються при здійсненні судочинства Господарським процесуальним кодексом України. Він розглядає господарські справи, тобто ті, що виникають у зв'язку із здійсненням господарської діяльності юридичними особами та фізичними особами-підприємцями. Це, зокрема, справи про стягнення заборгованості за договорами, про чинність договорів, про відшкодування шкоди, про банкрутство, про захист права власності, корпоративні спори та ін.
Господарський суд розглядає справу, як правило, за місцезнаходженням відповідача, тобто якщо офіційна адреса відповідача зареєстрована на території юрисдикції цього суду.

## Структура
Суд очолює його голова, який має заступника. Правосуддя здійснюють 14 суддів, що розділені на колегії за видами справ: з розгляду справ про банкрутство (троє); з розгляду корпоративних та земельних спорів, спорів щодо захисту права власності та прав на об'єкти інтелектуальної власності (шестеро); з розгляду спорів, що виникають з укладення, зміни, розірвання договорів (правочинів) та визнання їх недійсними (п'ятеро).
Організаційне забезпечення діяльності господарського суду здійснює апарат суду, очолюваний керівником апарату, який має заступника.
До патронатної служби входять помічники суддів.
Організаційні підрозділи:
- відділ по роботі з персоналом та зв'язків з громадськістю
- планово-фінансовий відділ
- відділ документального забезпечення та аналітичної роботи
- сектор господарського забезпечення
- секретарі судового засідання[2][3][4][5].

## Керівництво
Голова суду — Проскурняк Олег Георгійович
 Заступник голови суду — Ніколаєв Михайло Ілліч (суддя-спікер)
 Керівник апарату — Пилип'як Марія Олегівна.

### Колишнє керівництво
- Долгіх Євгенія Федорівна — головний арбітр держарбітражу Чернівецького обласного виконавчого комітету (1966—1986)
- Желік Борис Євграфович — головний державний арбітр Чернівецької області (1986—1992); голова арбітражного / господарського суду Чернівецької області (1992—2020)[7].

## Реорганізація
23 червня 2018 року на виконання Указу Президента України «Про ліквідацію місцевих господарських судів та утворення окружних господарських судів» № 453/2017 від 29.12.2017 р. Чернівецький окружний господарський суд зареєстровано як юридичну особу. Новоутворена судова установа почне свою роботу з дня, визначеного в окремому повідомленні.